# Claude Lanzmann
Claude Lanzmann (27. listopadu 1925 Bois-Colombes – 5. července 2018 Paříž) byl francouzský publicista a režisér dokumentárních filmů.
Pocházel z rodiny židovských přistěhovalců z východní Evropy, jeho otec byl starožitníkem. Jeho mladší bratr Jacques Lanzmann (1927–2006) se stal úspěšným scenáristou a textařem. Doma se mu dostalo laické výchovy, přesto se jako student setkával s antisemitskými postoji. Za druhé světové války byl příslušníkem hnutí Résistance v oblasti Auvergne. Po válce vystudoval filosofii na univerzitě v Tübingenu, přednášel na Svobodné univerzitě v Berlíně a na European Graduate School.
Publikoval jako externista v listech France-Soir a Le Monde. Byl milencem Simone de Beauvoir a spolupracoval s její společensko-kulturní revuí Les Temps modernes (od roku 1986 do své smrti byl jejím šéfredaktorem). Patřil k levicovým kruhům: podepsal Manifest 121 požadující odchod Francouzů z Alžírska, přátelil se s Frantzem Fanonem.
Na rostoucí antisionistické a antisemitské nálady v západoevropské společnosti reagoval v roce 1972 svým prvním filmem Pourquoi Israël. Jeho nejslavnějším dílem je Šoa, pojednávající o vyhlazování Židů v nacistickém Německu, jehož příprava mu zabrala jedenáct let a vznik financoval z vlastní kapsy. Film trvá devět a půl hodiny a neobsahuje žádné archivní záběry, režisér pouze nasnímal autentické výpovědi pamětníků z řad obětí i viníků. Také ve svých dalších filmech se Lanzmann zabýval obhajobou práva izraelského státu na existenci a zaznamenával vzpomínky lidí, kteří přežili koncentrační tábory.
Za svoji tvorbu obdržel v roce 1986 Čestného Césara a v roce 2011 se stal velkodůstojníkem Řádu čestné legie.

## Filmografie
- Pourquoi Israël (1972)
- Šoa (1985)
- Tsahal (1994)
- Un vivant qui passe (1997)
- Sobibór, 14 octobre 1943, 16 heures (2001)
- Le Rapport Karski (2010)
- Poslední z nespravedlivých (2013)
- Napalm (2017)
- Čtyři sestry (2018)